# Pardosa giebeli
Pardosa giebeli är en spindelart som först beskrevs av Pietro Pavesi 1873.  Pardosa giebeli ingår i släktet Pardosa och familjen vargspindlar. Inga underarter finns listade i Catalogue of Life.